# Gene Littler
Gene Alec Littler, född 21 juli 1930 i San Diego, Kalifornien, död 16 februari 2019 i San Diego, var en amerikansk golfspelare.
Littler studerade på San Diego State University och han var en av de första golfspelarna som blev professionell efter examen. Littler hade ett lugnt temperament och han kallades Gene the Machine på grund av sin smidiga och rytmiska golfsving. Han ansåg att det viktiga inom golfen inte var bra slag. I stället gällde det att göra så få misstag som möjligt eftersom den som gjorde minst misstag vann.
Littler spelade i 1953 års amerikanska Walker Cup-lag och han vann U.S. Amateur Championship samma år. 1954 vann han som amatör en PGA-tävling, en händelse som inte upprepades förrän Scott Verplank vann Western Open 1985. Han blev även tvåa i US Open 1954 och senare det året blev han professionell. 1955 vann han fyra gånger på PGA-touren men 1958 hamnade han i en formsvacka. Efter att ha fått goda råd av Paul Runyon kom han tillbaka 1959 och hade då sitt vinstrikaste år med fem PGA-segrar. Det året slutade han tvåa i penningligan vilket var hans bästa placering under karriären. 1972 drabbades han av lymfcancer men återhämtade sig och vann ytterligare fem PGA-tävlingar. Han vann totalt 29 tävlingar på PGA-touren och han vann även två tävlingar i Japan och en i Australien.
Littlers enda majorseger kom i US Open 1961. Han gick på 68 slag under den sista rundan och vann över tvåan Doug Sanders. Han slutade bland de tio bästa i 17 av de USA-baserade majortävlingarna; sju i The Masters Tournament, fem i PGA Championship och fem i US Open. Utöver sin seger i US Open kom han tvåa en gång i var och en av de amerikanska majortävlingarna. Han förlorade i särspel mot Billy Casper i Masters 1970 och mot Lanny Wadkins i PGA Championship 1977. Den senare var det första sudden death-särspelet i en majortävling.
Han spelade för det amerikanska Ryder Cup-laget 1961, 1963, 1965, 1967, 1969, 1971 och 1975.
På 1980- och 1990-talet spelade Littler på Champions Tour där han vann åtta tävlingar. Han blev invald i World Golf Hall of Fame 1990.

## Meriter

### Majorsegrar
- 1961 US Open

### PGA-segrar
- 1954 San Diego Open
- 1955 Los Angeles Open,  Phoenix Open,  Tournament of Champions,  Labatt Open
- 1956 Texas Open Invitational,  Tournament of Champions,  Palm Beach Round Robin
- 1957 Tournament of Champions
- 1959 Phoenix Open Invitational,  Tucson Open Invitational,  Arlington Hotel Open,  Insurance City Open Invitational,  Miller Open Invitational
- 1960 Oklahoma City Open Invitational, Eastern Open Invitational
- 1962 Lucky International Open,  Thunderbird Classic Invitational
- 1965 Canadian Open
- 1969 Phoenix Open Invitational,  Greater Greensboro Open
- 1971 Monsanto Open Invitational,  Colonial National Invitational
- 1973 St. Louis Children's Hospital
- 1975 Bing Crosby National Pro-Am,  Danny Thomas Memphis Classic,  Westchester Classic
- 1977 Houston Open

### Segrar på Champions Tour
- 1983  Daytona Beach Seniors Golf Classic,  Greater Syracuse Classic
- 1984  Senior Seiko/Tucson Match Play Championship
- 1986  Sunwest Bank Classic,  Bank One Senior Golf Classic
- 1987  NYNEX/Golf Digest Commemorative,  Gus Machado Classic
- 1989  Aetna Challenge

### Utmärkelser
- 1990 World Golf Hall of Fame

### Fotnoter
1. 1 2  San Diego golfing legend, hall of famer Gene Littler dies at 88 (på engelska), KGTV, 16 februari 2019, läs online.[källa från Wikidata]
2. ↑  Gene Littler, Golfer With a Gorgeous Swing, Dies at 88